# NGC 4769
NGC 4769 — двойная звезда в созвездии Девы.
Вместе с NGC 4768 — звездой, расположенной поблизости, этот объект открыл Вильгельм Темпель, когда исследовал область неба вблизи NGC 4770. Поблизости нет других ярких звёзд или других галактик кроме NGC 4770, поэтому в идентификации NGC 4768 и NGC 4769 нет сомнений. Эта двойная звезда имеет довольно большое собственное движение, и её смещение заметно, например, на разнице изображений обзоров DSS и Pan-STARRS, между ними составляющее около 21 секунды дуги.
Этот объект входит в число перечисленных в оригинальной редакции «Нового общего каталога».